# Wappen der Stadt Brandenburg an der Havel
Das aktuelle Wappen der Stadt Brandenburg an der Havel ist, neben dem Essens, eines von zwei der zugelassenen Doppelschildwappen in der Bundesrepublik Deutschland.

## Stadtwappen

### Seit 1990

Wappen Brandenburgs seit 1990

Das seit 1990 wieder geführte Wappen entstand 1715 nach der Vereinigung der alten und neuen Stadt Brandenburg an der Havel. Es besteht aus den beiden Schilden der Altstadt Brandenburg und Neustadt Brandenburg, die jeweils eine Burg zeigen und darüber thront die Krone, als Symbol der Vereinigung. Heraldisch rechts (in der Draufsicht links) ist das Wappen der Altstadt. An den Türmen sind zwei Wappen mit dem roten, schwarz tingierten brandenburgischen und dem schwarzen preußischen Adler angebracht. Heraldisch links ist das Wappen der Neustadt mit einem markgräflichen Ritter angeordnet, der den brandenburgischen Adler auf seinem Schild trägt. Die für die Schindeln der Türme gewählten Farben stehen für die Altstadt (grün) und die Neustadt (blau).

### 1950 bis 1990

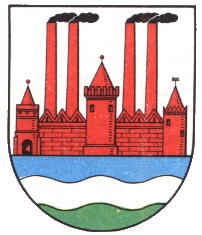
Wappen von 1950 bis 1990

Zu DDR-Zeiten gab sich die Stadt ein neues Wappen, um zum einen auf die große Bedeutung der Industrie hinzuweisen und zum anderen die Symbole des Adels und der Königsherrschaft, für die die Krone im Wappen von 1715 steht, verschwinden zu lassen. Das neue Wappen sollte ganz im Zeichen des Aufbaus des Sozialismus stehen.
Es zeigt drei der vier Tortürme der Stadt (v. l. n. r. Rathenower Torturm, Steintorturm und Plauer Torturm), als Verweis auf die Historie der Stadt, über einem blau-weiß-grünen Band. Die Farben stehen dabei, wie auch heute noch, für die beiden ehemaligen Städte, sowie für die Havel, die sie trennt aber auch verbindet.
Hinter den Türmen stehen vier rauchende Schlote, die stellvertretend für das ehemalige Stahl- und Walzwerk stehen, dessen elf Schlote das Stadtbild bis zu ihrer Sprengung 1994 sehr prägten und auf die Bedeutung der Industrie für die Stadt hinweisen sollten.

## Stadtflagge

Hissflagge
Bannerflagge

Die Flagge der Stadt besteht aus drei diagonalen Streifen in den Farben Blau, Weiß, Grün mit dem Stadtwappen in der Mitte des weißen. Die Farben stehen für die Neustadt (Blau), Havel (Weiß) und Altstadt (Grün).

## Stadtlogo und -motto
Mit dem Logo der Stadt haben ortsansässige Unternehmen die Möglichkeit, ihre Verbundenheit mit Brandenburg auszudrücken, es dient als Erkennungszeichen für amtliche sowie (gegen Entgelt) private Nutzer. Es besteht aus dem Schriftzug Brandenburg. Leben an der Havel, wobei das Wort Leben in blau gesetzt ist.

## Stadtteilwappen

### Plaue (Havel)

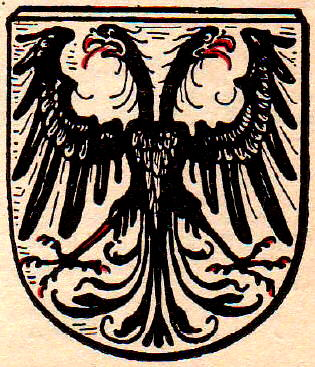
Wappen Plaues

Das seit 1637 genutzte Wappen Plaues zeigt einen doppelköpfigen Adler und ist eine Abwandlung älterer Siegelbilder.